# Micro Machines: Turbo Tournament 96
Micro Machines: Turbo Tournament 96 est un jeu vidéo de course sorti en 1995 sur Mega Drive. Le jeu a été développé par SuperSonic Software et édité par Codemasters.

## Système de jeu

### Généralités
Le principe de jeu reste le même que dans Micro Machines, avec l'ajout de nombreux modes de jeu et de nouvelles options.

### Modes de jeu
- Challenge
- Head to Head
- League
- Time Trial Challenge
- Time Trial
- Multijoueurs

Un mode multijoueur exclusif est disponible grâce à la cartouche du jeu. En effet, celle-ci possède des ports supplémentaires pour manettes de jeu, ce qui permet de brancher 4 manettes au total, et de pouvoir jouer jusqu'à 8 joueurs simultanément (2 joueurs par manettes).
Le jeu inclus également un éditeur de circuits. Il est possible de créer et d'enregistrer jusqu'à neuf circuits.

## Accueil
- Mean Machines : 92 %[1]